# مخلق لوكوتريين سي4
مخلق لوكوتريين سي4 (بالإنجليزية: Leukotriene C4 synthase)‏ هو بروتين يُشفر في الإنسان بواسطة جين LTC4S.